# Mistrovství Evropy v boxu 1928
Neoficiální mistrovství Evropy v boxu proběhlo v Amsterdamu, Nizozemsko ve dnech 7. až 12. srpna 1928. Organizátorem turnaje mistrovství Evropy byla Fédération Internationale de Boxe Amateur (FIdeBA).
Výsledky mistrovství Evropy byly stanoveny z výsledků olympijského turnaje v Amsterdamu. Toto mistrovství Evropy bylo se vznikem European Amateur Boxing Association (EABA) na přelomu šedesátých a sedmdesátých let dvacátého století zpětně zneplatněné.

## Československá stopa
Náčelník (manažer) reprezentace: Vladimír Hruban, rozhodčí: Karel Kroupa
Na mistrovství Evropy startovali za Československo 3 boxeři: 
- −61,2 kg: Tomáš Poetsch (* 1909) z Hoyerova škola Praha
- −66,7 kg: František Nekolný (* 1907) z BC Smíchov
- −72,6 kg: Jan Heřmánek (* 1907) z BC Smíchov

## Neoficiální výsledky
| Muži     | Zlato                        | Stříbro                | Bronz                  |
| -------- | ---------------------------- | ---------------------- | ---------------------- |
| –50,8 kg | Antal Kocsis (HUN)           | Armand Apell (FRA)     | Carlo Cavagnoli (ITA)  |
| –53,5 kg | Vittorio Tamagnini (ITA)     | Frank Traynor (IRL)    | János Széles (HUN)     |
| –57,2 kg | Lambertus van Klaveren (NED) | Lucien Biquet (BEL)    | Jan Górny (POL)        |
| –61,2 kg | Carlo Orlandi (ITA)          | Gunnar Berggren (SWE)  | Hans Nielsen (DEN)     |
| –66,7 kg | Robert Galataud (FRA)        | Romano Caneva (ITA)    | Jonni Hellström (FIN)  |
| –72,6 kg | Piero Toscani (ITA)          | Jan Heřmánek (TCH)     | Léonard Steyaert (BEL) |
| –79,4 kg | Ernst Pistulla (GER)         | Karel Miljon (NED)     | William Murphy (IRL)   |
| +79,4 kg | Nils Ramm (SWE)              | Jakob Michaelsen (DEN) | Sverre Sørsdal (NOR)   |